# Cytheridae
Cytheridae is een familie van kreeftachtigen uit de klasse van de Ostracoda (mosselkreeftjes).

## Taxonomie

### Onderfamilie
- Mauritsininae Deroo, 1962 †

### Geslachten
- Abditacythere Hartmann, 1964
- Asymmetricythere Bassiouni, 1971 †
- Austrocythere Hartmann, 1989
- Cobancythere
- Cyamocytheridea Oertli, 1956 †
- Cythere Mueller, 1785
- Cythereis Jones, 1849
- Cytherideis Jones, 1856 †
- Dampiercythere Hartmann, 1978
- Delamarcythere Hartmann, 1974
- Donzocythere Gruendel, 1975 †
- Eopaijenborchella Keij, 1957 †
- Gangamocytheridea Bold, 1963 †
- Hanaiborchella Gruendel, 1976
- Iorubaella Reyment, 1963 †
- Jankeijcythere McKenzie, 1988
- Javanella Kingma, 1948
- Lophodentina Apostolescu, 1959 †
- Loxocythere Hornibrook, 1952
- Marslatourella Malz, 1959 †
- Paijenborchella Kingma, 1948 †
- Paijenborchellina Kuznetsova, 1957
- Palmenella Hirschmann, 1915
- Posacythere Gruendel, 1976 †
- Pseudocytheretta Cushman, 1906 †
- Schizocythere Triebel, 1950
- Spinileberis Hanai, 1961